# ريتيد آر كي او
ريتيد آر كي أو (بالإنجليزية: Rated-RKO)‏, فريق تاج تيم مصارعة محترفة مكروه في اتحاد المصارعة العالمية الترفيهية (دبليو دبليو إي), متركز في عرض الراو، ويتألف الفريق من ايدج، راندي اورتن، ومساعدتهما ليتا.
اسم الفريق «ريتيد آر كي أو» جمع لقب ايدج «ريتيد آر سوبرستار» وحركة اورتن القاضية «آر كي أو».

## روابط خارجية
- ريتيد آر كي او على موقع عالم المصارعة على الإنترنت (الإنجليزية)
- ريتيد آر كي او على موقع عالم المصارعة على الإنترنت (الإنجليزية)